# Лобаш (река)
Лобаш — река в России, протекает по территории Сосновецкого сельского поселения Беломорского района Республики Карелии.
Вытекает из озера Лобаш на высоте 112,2 м над уровнем моря, впадает в Кевятозеро на высоте 137,6 м над уровнем моря. Через последнее протекает река Охта в 4 км северо-западнее деревни деревни Кевятозеро. Длина реки составляет 13 км.

## Данные водного реестра
По данным государственного водного реестра России относится к Баренцево-Беломорскому бассейновому округу, водохозяйственный участок реки — Кемь от Кривопорожского гидроузла и до устья. Речной бассейн реки — бассейны рек Кольского полуострова и Карелии, впадает в Белое море.
Код объекта в государственном водном реестре — 02020001012102000004702.